# MDAX
El MDAX es un índice bursátil que comprende empresas alemanas. El índice es calculado por Deutsche Börse.
Incluye las 50 empresas con estándares de transparencia internacionales que están situadas inmediatamente por debajo de las incluidas en el índice DAX, excluido el sector tecnológico. El tamaño de las compañías está basado en términos de su valor en libros y su capitalización bursátil.
El índice está basado en los precios generados por el sistema electrónico de negocio bursátil Xetra.

## Compañías
Las siguientes 50 empresas forman parte del índice (24 de junio de 2013):
| Logo | nombre                                                  | sector                    | ponderación en MDAX | número de acciones | Capitalización en Mill. € | Sede                      |
| ---- | ------------------------------------------------------- | ------------------------- | ------------------- | ------------------ | ------------------------- | ------------------------- |
|      | Aareal Bank AG                                          | Banca                     | 0,7815 %            | 59.857.221         | 760,73                    | Wiesbaden                 |
|      | Aurubis AG                                              | Materias primas (cobre)   | 1,5651 %            | 44.956.723         | 1.523,53                  | Hamburgo                  |
|      | Axel Springer AG                                        | Medios de comunicación    | 1,4271 %            | 98.940.000         | 1.389,22                  | Berlín                    |
|      | BayWa AG                                                | Comercialización          | 0,5141 %            | 33.208.861         | 500,46                    | Múnich                    |
|      | Bilfinger SE                                            | Construcción              | 2,7125 %            | 46.024.127         | 2.640,44                  | Mannheim                  |
|      | Brenntag AG                                             | Venta al mayor (química)  | 5,9956 %            | 51.500.000         | 5.836,34                  | Mülheim an der Ruhr       |
|      | Celesio AG                                              | Farmacias                 | 1,4887 %            | 170.100.000        | 1.449,16                  | Stuttgart                 |
|      | Deutsche EuroShop AG                                    | Servicios financieros     | 1,4626 %            | 53.945.536         | 1.423,77                  | Hamburgo                  |
|      | Deutsche Wohnen AG                                      | Inmobiliaria              | 2,1368 %            | 160.757.643        | 2.080,06                  | Berlín                    |
|      | Dürr AG                                                 | Automoción                | 1,1838 %            | 34.601.040         | 1.152,33                  | Bietigheim-Bissingen      |
|      | European Aeronautic Defence and Space Company EADS N.V. | Aeroespacial              | 9,8966 %            | 406.354.453        | 9.633,71                  | Leiden (Países Bajos)     |
|      | ElringKlinger AG                                        | Automoción                | 0,7861 %            | 63.359.990         | 765,18                    | Dettingen an der Erms     |
|      | Fielmann AG                                             | Venta minorista           | 0,9628 %            | 42.000.000         | 937,26                    | Hamburgo                  |
|      | Fraport AG                                              | Aeropuertos               | 1,6443 %            | 92.216.556         | 1.600,67                  | Fráncfort del Meno        |
|      | Fuchs Petrolub AG                                       | Química                   | 2,3658 %            | 35.490.000         | 2.302,98                  | Mannheim                  |
|      | GAGFAH S.A.                                             | Inmobiliaria              | 0,7429 %            | 206.452.555        | 723,15                    | Luxemburgo (Luxemburgo)   |
|      | GEA Group AG (anteriormente Metallgesellschaft)         | Maquinaria                | 5,2112 %            | 192.495.476        | 5.072,82                  | Düsseldorf                |
|      | Gerresheimer AG                                         | Embalajes                 | 1,4033 %            | 31.400.000         | 1.366,02                  | Düsseldorf                |
|      | Gerry Weber International AG                            | Ropa                      | 0,8160 %            | 45.905.960         | 794,37                    | Halle (Westf.)            |
|      | Gildemeister AG                                         | Maquinaria                | 0,7866 %            | 60.168.243         | 765,72                    | Bielefeld                 |
|      | GSW Immobilien AG                                       | Inmobiliaria              | 1,4579 %            | 50.526.314         | 1.419,20                  | Berlín                    |
|      | Hannover Rückversicherung AG                            | Seguros                   | 3,6153 %            | 121.367.750        | 3.519,24                  | Hannover                  |
|      | Hochtief AG                                             | Construcción              | 1,3612 %            | 76.999.999         | 1.325,05                  | Essen                     |
|      | Hugo Boss AG                                            | Luxus                     | 1,9896 %            | 70.400.000         | 1.936,80                  | Metzingen                 |
|      | Kabel Deutschland AG                                    | Telecomunicaciones        | 7,1829 %            | 88.522.939         | 6.992,14                  | Unterföhring              |
|      | Klöckner & Co SE                                        | Venta mayorista (metales) | 0,8119 %            | 99.750.000         | 790,31                    | Duisburgo                 |
|      | Krones AG                                               | Maquinaria (envasadores)  | 0,7810 %            | 31.593.072         | 760,23                    | Neutraubling              |
|      | KUKA AG                                                 | Maquinaria                | 0,8526 %            | 33.915.431         | 829,93                    | Augsburgo                 |
|      | LEG Immobilien AG                                       | Inmobiliaria              |                     |                    |                           | Düsseldorf                |
|      | Leoni AG                                                | Electrónica               | 1,2665 %            | 32.669.000         | 1.232,88                  | Núremberg                 |
|      | MAN SE                                                  | Automoción                | 3,0741 %            | 140.974.350        | 2.992,46                  | Múnich                    |
|      | Metro AG                                                | Comercialización          | 3,8190 %            | 324.109.563        | 3.717,57                  | Düsseldorf                |
|      | MTU Aero Engines Holding AG                             | Motores                   | 3,8734 %            | 52.000.000         | 3.770,52                  | Múnich                    |
|      | Norma Group AG                                          | Metalurgia                | 0,8891              | 31.862.400         | 865,49                    | Maintal                   |
|      | ProSiebenSat.1 Media SE                                 | Medios de comunicación    | 3,3994 %            | 109.398.600        | 3.309,07                  | Unterföhring              |
|      | Puma SE                                                 | Ropa                      | 0,5892 %            | 15.082.464         | 573,51                    | Herzogenaurach            |
|      | Rational AG                                             | Cocinas                   | 0,8951 %            | 11.370.000         | 871,32                    | Landsberg am Lech         |
|      | Rheinmetall AG                                          | Metalurgia                | 1,4833 %            | 39.599.000         | 1.443,85                  | Düsseldorf                |
|      | Rhön-Klinikum AG                                        | Hospitales                | 1,8184 %            | 138.232.000        | 1.770,07                  | Bad Neustadt an der Saale |
|      | Salzgitter AG                                           | Siderurgia                | 1,0274 %            | 60.097.000         | 1.000,07                  | Salzgitter                |
|      | SGL Carbon SE                                           | Materiales                | 0,7515 %            | 70.636.538         | 731,54                    | Wiesbaden                 |
|      | Sky Deutschland AG                                      | Medios de comunicación    | 1,9786 %            | 877.200.755        | 1.926,08                  | Unterföhring              |
|      | STADA Arzneimittel AG                                   | Farmacéutica              | 1,9763 %            | 59.332.260         | 1.923,77                  | Bad Vilbel                |
|      | Symrise AG                                              | Fragancias                | 3,5204 %            | 118.173.300        | 3.426,91                  | Holzminden                |
|      | Südzucker AG                                            | Azúcar                    | 2,0325 %            | 204.183.292        | 1.978,54                  | Mannheim                  |
|      | TAG Immobilien AG                                       | Inmobiliaria              | 1,1445 %            | 130.738.169        | 1.114,15                  | Hamburg                   |
|      | Talanx AG                                               | Segurso                   | 0,7317 %            | 252.625.682        | 712,31                    | Hannover                  |
|      | TUI AG                                                  | Turismo                   | 1,2647 %            | 252.374.490        | 1.231,07                  | Hannover                  |
|      | Wacker Chemie AG                                        | Química                   | 0,9003 %            | 52.152.600         | 878,38                    | Múnich                    |
|      | Wincor Nixdorf AG                                       | Maquinaria TIC            | 1,2413 %            | 33.084.988         | 1.208,32                  | Paderborn                 |